# Julian Nowak

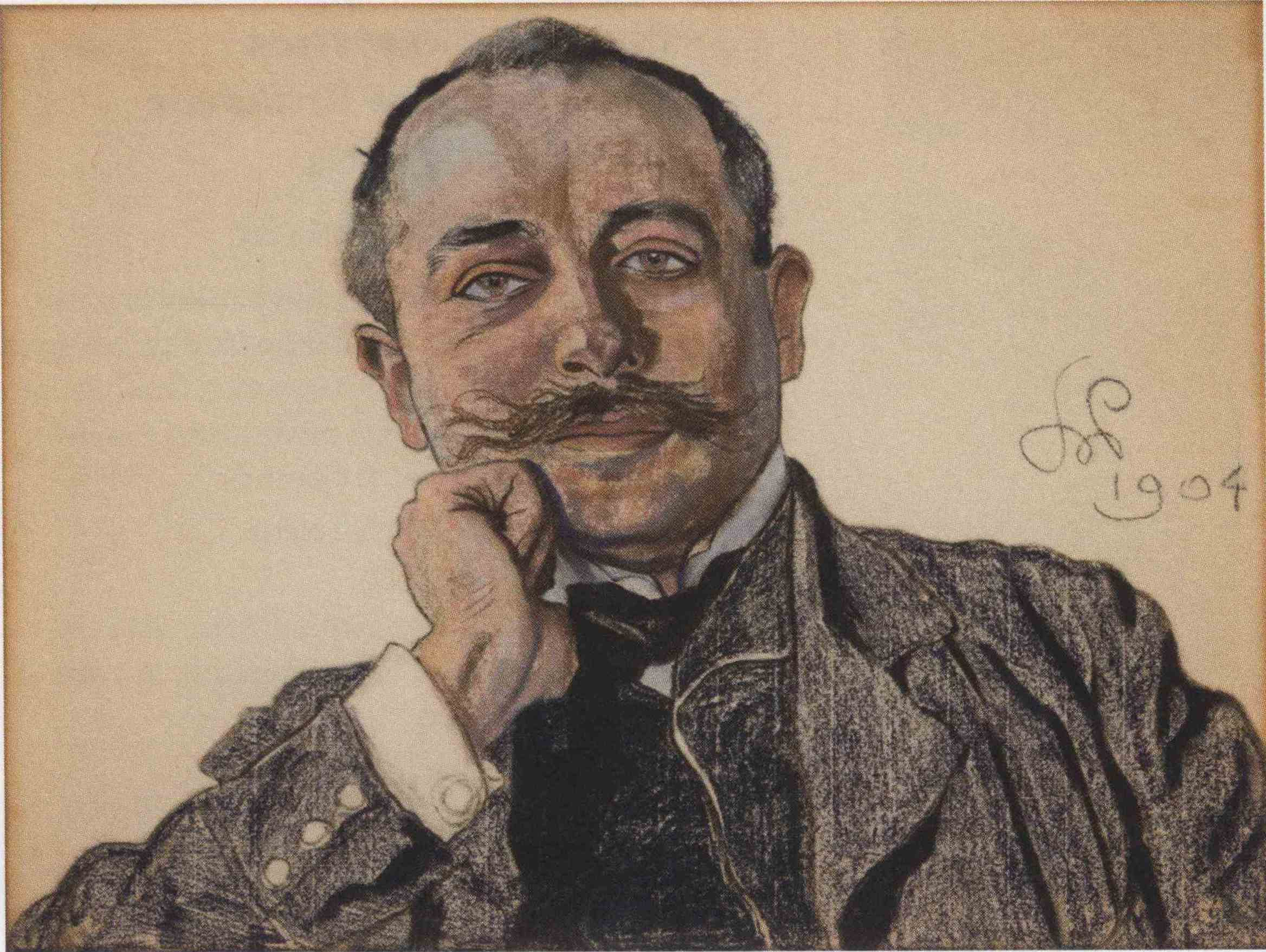
Pastel de Stanisław Wyspiański

Julian Ignacy Nowak (pronunție în poloneză [ˈjuljan ˈnɔvak] ; n. 10 martie 1865, Okocim, Gmina Brzesko⁠(d), voievodatul Polonia Mică, Polonia – d. 7 noiembrie 1946, Cracovia, Polonia) a fost un microbiolog și politician polonez care a ocupat funcția de prim-ministru al Poloniei în 1922. 

## Biografie
Julian Ignacy Nowak s-a născut la 10 martie 1865 în districtul Okocim Brest, în Galiția, în Imperiul Austriac. Părinții lui Iulian au fost: Kazimierz (d. 1922), proprietarul unei ferme pe care a moștenit-o de la tatăl său Maciej. Mama sa a fost Teodozja née Siewakowska (1838-1914). Ea provenea dintr-o familie cu pământ puțin, originară din Polonia Congresului, dar Teodozja s-a născut în Polonia Mică. Julian era cel mai mare din zece copii ai lui Kazimierz și Feodosia.
Nowak a studiat medicina la Universitatea Jagiellonă în 1886-1893, obținând o diplomă de doctorat și a predat acolo ca profesor asociat din 1899, iar din 1906 profesor titular. În 1912 a obținut un doctorat în medicină veterinară la Academia de Medicină Veterinară din Lviv. În 1911–1912 a fost decanul Facultății de Medicină, iar în 1921–1922 a fost rectorul Universității Jagiellonă.
A activat în asociații profesionale. El a fost președintele Societății Medicale din Cracovia. A contribuit la construcția sediului Societății - Casa Medicală din Cracovia (Dom Towarzystwa Lekarskiego Krakowskiego). Din 1931 a fost membru al Academiei Poloneze de Arte și Științe (Polska Akademia Umiejętności, PAU).
În 1905 a intrat în Consiliul Local al Cracoviei unde a rămas până în 1935. În perioada 9 - 22 noiembrie 1914 a fost comisarul guvernamental al Cracoviei, iar din decembrie 1914 până în 1916 a fost primul viceprimar al orașului Cracovia. Din 1903 a activat în Societatea Agricolă din Cracovia, al cărei vicepreședinte a fost între 1921-1927. A fost membru al Partidului Național al Dreptei (Stronnictwa Prawicy Narodowej, SPN).
Ca politician conservator, în 1922 (între 31 iulie și 14 decembrie) a fost prim-ministru al unui cabinet non-parlamentar, iar din 31 iulie până la 21 august în același an a fost ministru al cultelor religioase. El a simpatizat cu Partidul Popular Polonez „Piast” (fără a întrerupe legăturile cu conservatorii din Cracovia), pe care l-a reprezentat în Senatul Republicii Polone în 1922-1927. El a făcut parte din Comisia pentru educație și cultură a Senatului.
Ca om de știință, Julian Nowak a fost implicat în studiul organismelor și a bolilor infecțioase. A publicat, printre altele Atlas Mikrobiologiczny (Atlasul microbiologic) (a fost autorul a peste 50 de publicații).
I s-a acordat în 1936 Crucea de comandant a Ordinului Polonia Restituta și Ordinul Coroanei de Fier, clasa a III-a (1914, Austro-Ungaria).
Julian Ignacy Nowak a fost înmormântat în Cimitirul Rakowicki. El a fost tatăl campioanei olimpice Wanda Dubieńska. 

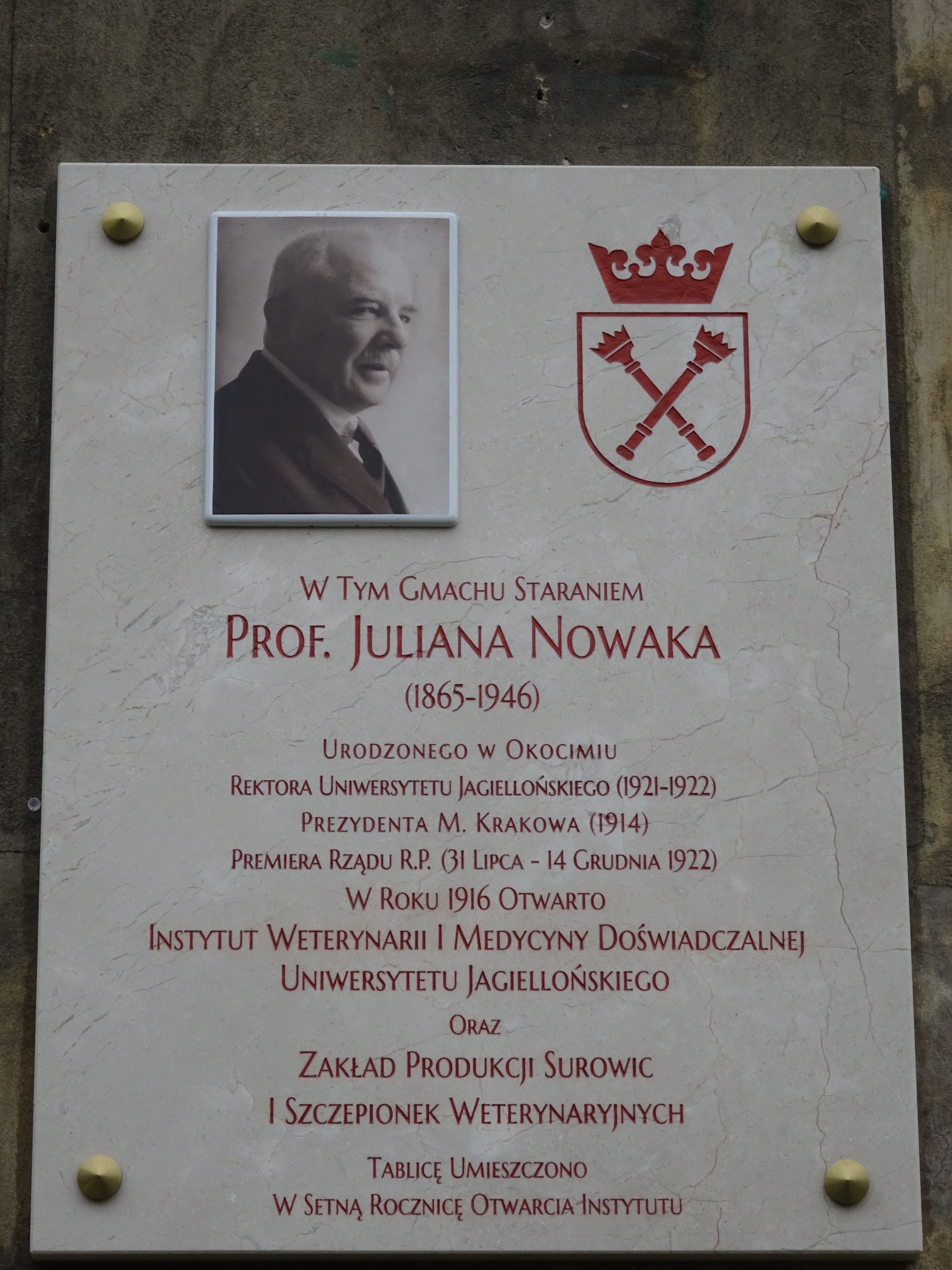
Placă comemorativă din Cracovia dedicată lui Julian Nowak

Pictorul Stanisław Wyspiański a realizat un pastel cu Julian Nowak (vedeți imaginea din dreapta).
O placă dedicată memoriei lui Julian Nowak ca om de știință de excepție a fost dezvăluită la 28 martie 2016 pe str. Czysta nr. 18 din Cracovia (vedeți imaginea).